# Riza
Riza (ruski: риза, "ogrtač") je metalni pokrov, koji štiti ikonu. 
Obično se izrađuje od pozlaćenoga ili posrebrenoga metala, koji pokriva veći dio ikone i štiti je. Ponekad je filigranski rad, te ima umjetno, poludrago ili čak drago kamenje i bisere. 
Praksa korištenja rize, nastala je u bizantskoj umjetnosti, a poslije se najviše koristi u ruskoj umjetnosti. Ruski izraz često se primjenjuje i za grčke ikone; grčki pojam je „επένδυση“ ("premaz"). Ikone su opisane kao „επάργυρες“ ili „επίχρυσες“: pokrivene srebrom ili zlatom.
Svrha rize je čast i štovanje ikona. Obično se ne pokrivaju lice, ruke i noge na ikoni. Budući da se ispred ikona pale svijeće i uljanice te se kadi tamjanom, one mogu potamnuti s vremenom. Riza pomaže u zaštiti ikona.
Rize s ikonama Bogorodice (grč. Theotokos) često imaju krunu iznad glave Bogorodice. Haljine na ikonama ponekad su ukrašene biserima ili nakitom. Kod starijih primjera, riza pokriva samo aureolu na ikoni. Ponekad riza uključuje stiliziranu ogrlicu oko vrata.
Neke ikone, posebno kasne bizantske, imale su rize već tijekom izrade pa su se slikali samo dijelovi slike, koje riza ne pokriva. 

## Galerija
- Kazanska Bogorodica
- Sedam spavača
- Ikona Presvetog Trojstva
- Ikona sv. Eufimija